# Iván Norambuena
Iván Ernesto Norambuena Farías (Concepción, Chile, 4 de septiembre de 1958) es un político e ingeniero en administración chileno, exalcalde por las comunas de Penco y Curanilahue, y diputado por el distrito 46 (Lota y Arauco) de la Unión Demócrata Independiente (UDI).

## Biografía
Nacido en Talcahuano , su familia vivía en una casa de esquina de dos pisos al inicio del Puente de Arco , en donde el primer piso era una bodega de vinos muy conocida por los parroquianos que caminaban desde la calle Valdivia hacia los cerros, la cual era atendida por su padre. 
Inició sus estudios primarios en la Escuela México , ubicada en la misma calle Valdivia en donde vivía , en la comuna de Talcahuano, continuando con los estudios secundarios en el Liceo La Asunción de Talcahuano y realiza cursos superiores en la Universidad de Los Lagos, fue gerente de operaciones de la planta conservera "Mar Profundo" y también el ejercicio profesional como ejecutivo de empresas en la región del Biobío. 
Dentro de su actividad política fue dirigente de un centro de alumnos en la Universidad de Concepción (sede Los Ángeles), dirigente de la secretaría de la juventud en Talcahuano, Concepción y Los Ángeles, Secretario Regional de la Juventud UDI (NN.GG Nuevas Generaciones) de la región del Biobío, alcalde de dos comunas durante la dictadura militar de Augusto Pinochet, fundador de la UDI en la Provincia de Arauco, secretario político durante seis años del senador Eugenio Cantuarias, secretario de la secretaría nacional de la juventud en la región del Biobío (1982-1985). 
En 2002 es electo como diputado del distrito de Lota y Arauco y posteriormente es reelecto en 2005 y en 2009.
Formó parte de las comisiones de Familia, Especial de Deportes, Especial de Turismo y el de Pesca, Agricultura e Intereses Marítimos.

## Historial electoral
| Año  | Tipo           | Territorio           | Pacto                          | Partido | Votos  | %     | Resultado          |
| ---- | -------------- | -------------------- | ------------------------------ | ------- | ------ | ----- | ------------------ |
| 1993 | Parlamentarias | 46.º distrito        | Unión por el Progreso de Chile | UDI     | 21 850 | 23.19 | no electo diputado |
| 2001 | Parlamentarias | 46.º distrito        | Alianza por Chile              | UDI     | 28 902 | 32.32 | Diputado           |
| 2005 | Parlamentarias | 46.º distrito        | Alianza                        | UDI     | 23 847 | 24.42 | Diputado           |
| 2009 | Parlamentarias | 46.º distrito        | Coalición por el Cambio        | UDI     | 34 852 | 35.77 | Diputado           |
| 2013 | Parlamentarias | 46.º distrito        | Alianza                        | UDI     | 30 806 | 34.97 | Diputado           |
| 2017 | Parlamentarias | 21.º distrito        | Chile Vamos                    | UDI     | 33 198 | 17.42 | Diputado           |
| 2021 | Parlamentarias | 10.º circunscripción | Chile Podemos +                | UDI     | 34 818 | 6.34  | no electo senador  |